# Mike Pingitore
Michael Pingitore, detto Mike (Oakland, 14 ottobre 1888 – North Hollywood, 30 ottobre 1952), è stato un suonatore di banjo statunitense.
Fece parte, dal 1923, dell'orchestra di Paul Whiteman.
Fratello maggiore di Eugene Pingitore, suonò ed incise anche per Bix Beiderbecke, Joe Venuti e Frankie Trumbauer (tutti già ex componenti dell'orchestra di Whiteman).
Pingitore è stato inserito nella Four-String Banjo Hall of Fame nel 2005.